# Leonardo Jović
Leonardo Jović (* 26. Mai 1997) ist ein kroatischer Eishockeyspieler, der seit 2014 beim KHL Zagreb unter Vertrag steht und derzeit mit dem Klub in der kroatischen Eishockeyliga und für das Team „Croatia Select“ in der International Hockey League spielt.

## Karriere
Leonardo Jović begann seine Karriere als Eishockeyspieler beim KHL Medveščak Zagreb, für deren Nachwuchsteams er bis 2017 in der Erste Bank Junior League (U18) und der Erste Bank Young Stars League (U20) spielte. Seit 2014 läuft er zudem für den KHL Zagreb in der kroatischen Eishockeyliga auf. Zwischen 2015 und 2017 spielte er mit KHL in der slowenischen Eishockeyliga, die zur Saison 2017/18 in die International Hockey League überführt wurde, und wo er auch zeitweise aktiv war. Seit 2022 spielt er mit dem Gemeinschaftsteam „Croatia Select“ in der International Hockey League.

### International
Für Kroatien nahm Jović im Juniorenbereich an den U18-Weltmeisterschaften 2014 und 2015 sowie den U20-Weltmeisterschaften 2015, 2016 und 2017 jeweils in der Division II teil.
Sein Debüt in der Herren-Nationalmannschaft der Kroaten gab er bei der Weltmeisterschaft der Division II 2023.

## Erfolge und Auszeichnungen
- 2015 Aufstieg in die Division II, Gruppe A, bei der U20-Weltmeisterschaft der Division II, Gruppe B

## Statistik
(Stand: Ende der Saison 2022/23)